# Morti nel 1973/Gennaio
| Questa pagina contiene informazioni ricavate automaticamente dalle voci biografiche con l'ausilio del template Bio e di un bot. L'aggiornamento è periodico e automatico e ricostruisce completamente la pagina. Se manca una persona in questa lista, sei pregato di non aggiungerla, ma accertati piuttosto che la sua voce biografica contenga il template Bio e che i dati anagrafici siano correttamente compilati. Se il template Bio manca, inseriscilo tu stesso o, in alternativa, metti l'avviso {{tmp\|Bio}} che ne segnala la mancanza. Se i dati riportati sono sbagliati, correggi direttamente la voce biografica; le modifiche saranno visibili in questa lista entro pochi giorni. Per chiarimenti vedi il progetto biografie. La lista contiene solo le 79 persone che sono citate nell'enciclopedia e per le quali è stato implementato correttamente il template Bio. Pagina aggiornata al 3 mar 2024. |

- 1º gennaio - Mario Massa, sceneggiatore, regista e scrittore italiano (n. 1897)
- 1º gennaio - Gino Pedrazzoli, generale italiano (n. 1884)
- 1º gennaio - Giambattista Salinari, partigiano e storico della letteratura italiano (n. 1909)
- 2 gennaio - Eleazar López Contreras, politico e generale venezuelano (n. 1883)
- 2 gennaio - Einar Snitt, calciatore svedese (n. 1905)
- 3 gennaio - Carlo Carli, dirigente sportivo italiano (n. 1901)
- 3 gennaio - Max Neuenschwander, calciatore svizzero (n. 1902)
- 4 gennaio - Vladimir Adol'fovič Šnejderov, regista cinematografico sovietico (n. 1900)
- 5 gennaio - Alexandre Arnoux, poeta, drammaturgo e saggista francese (n. 1884)
- 5 gennaio - Robert Bibal, regista e sceneggiatore francese (n. 1900)
- 5 gennaio - Leonardo Lusanna, architetto italiano (n. 1908)
- 5 gennaio - Henny Skjønberg, attrice norvegese (n. 1886)
- 6 gennaio - Enrico Garbosi, cestista e allenatore di pallacanestro italiano (n. 1916)
- 6 gennaio - Ermelinda Rigon, insegnante italiana (n. 1889)
- 7 gennaio - Umberto Tupini, avvocato e politico italiano (n. 1889)
- 8 gennaio - Luigi Calderini, pittore e scultore italiano (n. 1880)
- 8 gennaio - Giovanni De Toni, pediatra italiano (n. 1895)
- 8 gennaio - Karel Podrazil, calciatore cecoslovacco (n. 1905)
- 8 gennaio - Eugen Schuhmacher, zoologo tedesco (n. 1906)
- 9 gennaio - Harry Vandiver, matematico statunitense (n. 1882)
- 10 gennaio - Josef Jelínek, calciatore cecoslovacco (n. 1902)
- 11 gennaio - Carmine Della Sala, militare italiano (n. 1927)
- 11 gennaio - Imre Erdődy, ginnasta ungherese (n. 1889)
- 12 gennaio - Francesco Brach Papa, aviatore italiano (n. 1891)
- 12 gennaio - Turk Edwards, giocatore di football americano statunitense (n. 1907)
- 12 gennaio - Roy Franklin Nichols, storico statunitense (n. 1896)
- 13 gennaio - Fernando Cento, cardinale italiano (n. 1883)
- 13 gennaio - Vasilij Nikolajevič Panov, scacchista e giornalista sovietico (n. 1906)
- 13 gennaio - Julija Rjabčinskaja, canoista ucraina (n. 1947)
- 13 gennaio - Ranieri di Borbone-Due Sicilie, principe (n. 1883)
- 14 gennaio - Gigi Monticone, giornalista, scrittore e partigiano italiano (n. 1925)
- 14 gennaio - Fernando Paggi, direttore d'orchestra e musicista italiano (n. 1914)
- 14 gennaio - Sidney Souers, militare e politico statunitense (n. 1892)
- 15 gennaio - Coleman Francis, regista, attore e produttore cinematografico statunitense (n. 1919)
- 15 gennaio - John C. Lee, militare statunitense (n. 1918)
- 15 gennaio - William McIntosh, calciatore scozzese (n. 1879)
- 15 gennaio - Lucio Ridenti, attore e giornalista italiano (n. 1895)
- 17 gennaio - Erland Ellingsen, calciatore norvegese (n. 1900)
- 17 gennaio - Fred Essler, attore statunitense (n. 1895)
- 17 gennaio - Tarsila do Amaral, pittrice, disegnatrice e traduttrice brasiliana (n. 1886)
- 18 gennaio - Al Horowitz, scacchista e giornalista statunitense (n. 1907)
- 18 gennaio - Stanley Smith Stevens, psicologo statunitense (n. 1906)
- 19 gennaio - Max Adrian, attore irlandese (n. 1903)
- 19 gennaio - Johnny Jorgensen, cestista statunitense (n. 1921)
- 20 gennaio - Alberto Augusto, calciatore portoghese (n. 1898)
- 20 gennaio - Julio Buchs, regista e sceneggiatore spagnolo (n. 1926)
- 20 gennaio - Amílcar Cabral, politico guineense (n. 1924)
- 20 gennaio - Antonio Torrini, arcivescovo cattolico italiano (n. 1878)
- 21 gennaio - Ermenegildo Gastaldi, neurologo e psichiatra italiano (n. 1907)
- 21 gennaio - Henri Seyrig, archeologo, numismatico e storico francese (n. 1895)
- 21 gennaio - Benedikt Szabolcsi, musicologo ungherese (n. 1899)
- 22 gennaio - Boris Kapitanovič Aleksandrov, ingegnere sovietico (n. 1889)
- 22 gennaio - Nicolò Asaro, politico italiano (n. 1920)
- 22 gennaio - Giulio Battiferri, attore italiano (n. 1893)
- 22 gennaio - Yaakov Dori, generale israeliano (n. 1899)
- 22 gennaio - Lyndon B. Johnson, politico statunitense (n. 1908)
- 22 gennaio - Dragutin Vragović, calciatore jugoslavo (n. 1897)
- 23 gennaio - Riccardo Ferrari, imprenditore e politico italiano (n. 1888)
- 23 gennaio - Kid Ory, trombonista e direttore d'orchestra statunitense (n. 1886)
- 24 gennaio - Cesare Bertoni, violinista italiano (n. 1886)
- 24 gennaio - J. Carrol Naish, attore statunitense (n. 1896)
- 24 gennaio - Francesco Scotti, politico italiano (n. 1910)
- 24 gennaio - Masao Ōba, pugile giapponese (n. 1949)
- 25 gennaio - Aldo Checchini, giurista italiano (n. 1885)
- 25 gennaio - Tauno Lappalainen, fondista finlandese (n. 1898)
- 26 gennaio - Aldo Arzilli, politico italiano (n. 1912)
- 26 gennaio - Phin Choonhavan, generale e politico thailandese (n. 1891)
- 26 gennaio - Edward G. Robinson, attore romeno (n. 1893)
- 27 gennaio - Emil Preetorius, illustratore e scenografo tedesco (n. 1883)
- 28 gennaio - John Banner, attore statunitense (n. 1910)
- 28 gennaio - Vladimir Belokurov, attore sovietico (n. 1904)
- 28 gennaio - Mario Zorzan, calciatore italiano (n. 1912)
- 29 gennaio - Egidio Luigi Lanzo, vescovo cattolico italiano (n. 1885)
- 29 gennaio - Ludwig Stössel, attore austriaco (n. 1883)
- 30 gennaio - James Barlow, scrittore britannico (n. 1921)
- 30 gennaio - Jack MacGowran, attore irlandese (n. 1918)
- 31 gennaio - Şehzade Mahmud Şevket, principe ottomano (n. 1903)
- 31 gennaio - Ragnar Frisch, economista norvegese (n. 1895)
- 31 gennaio - Maurice Gravelines, calciatore francese (n. 1891)